# Couffo (departement)
Couffo is een van de departementen van Benin gelegen in het zuidwesten van het land. De bestuurlijke hoofdstad is Aplahoué. Het departement is ongeveer 2400 km² groot en telde in 2013 ruim 745.000 inwoners. 

## Bevolking
Volgens de volkstelling van 2013 telt het departement Couffo 745.328 inwoners. Een overgrote meerderheid van de bevolking leeft op het platteland (72%). Het vruchtbaarheidscijfer bedraagt 5,4 kinderen per vrouw. De alfabetiseringsgraad bedraagt 54%. Polygamie komt vaak voor en is vooral op het platteland wijdverspreid. 

#### Etniciteit
De grootste groep zijn de Adja, die 90,7 procent van de bevolking uitmaken. Een minderheid in het departement zijn de Fon (8,5 procent). 

#### Religie
Van de inwoners hangt 56,5% de traditionele voodoo-godsdienst aan, 34,6% behoort tot het christendom en slechts 0,9% is moslim.

## Geografie
Het departement is genoemd naar de rivier Couffo.
Couffo grenst in het westen aan Plateaux en Maritime, twee regio's van Togo. De noordoostgrens van Couffo wordt gevormd met het departement Zou. In het zuidoosten heeft het departement een grens met Atlantique en de zuidgrens deelt Couffo met Mono.

## Geschiedenis
Voor 15 januari 1999 was Couffo nog een deel van de Beninse provincie Mono. Op de genoemde datum werden de zes provincies van het land in tweeën gedeeld en werden ze departementen. Het noordelijke deel van Mono werd daarbij het nieuwe departement Couffo. Couffo had tot 2016 nog geen officiële hoofdstad en in de praktijk werd het departement bestuurd vanuit Dogbo. Op 22 juni 2016 werd Aplahoué de nieuwe hoofdstad. In 2024 werd daar begonnen met de bouw van een groot administratief centrum voor de administratie  en de prefectuur.

## Communes
Het departement is verder verdeeld in zes communes:
- Aplahoué
- Djakotomey
- Dogbo
- Klouékanmè
- Lalo
- Toviklin

Alibori · Atacora · Atlantique · Borgou · Collines · Donga · Couffo · Littoral · Mono · Ouémé · Plateau · Zou